# Valerie Davies (nuotatrice)
Elizabeth Valerie Davies, coniugata Latham (Cardiff, 29 giugno 1912 – Newport, 2 agosto 2001), è stata una nuotatrice britannica.
Specializzata nel dorso ha vinto la medaglia di bronzo nei 100 m alle olimpiadi di Los Angeles 1932, in aggiunta a un altro bronzo nella staffetta 4x100 m stile libero.

## Palmarès
- Olimpiadi

Los Angeles 1932: bronzo nei 100 m dorso e nella staffetta 4x100 m sl.